# Бјенвил
Бјенвил (фр. Bienville) насеље је и општина у североисточној Француској у региону Пикардија, у департману Оаза која припада префектури Компјењ.
По подацима из 2011. године у општини је живело 458 становника, а густина насељености је износила 130,48 становника/km². Општина се простире на површини од 3,51 km². Налази се на средњој надморској висини од 43 метара (максималној 139 m, а минималној 37 m).

## Демографија
| 1962. | 1968. | 1975. | 1982. | 1990. | 1999. | 2011. |
| ----- | ----- | ----- | ----- | ----- | ----- | ----- |
| 365   | 440   | 503   | 411   | 514   | 480   | 458   |

График промене броја становника у току последњих година